# Neglinge

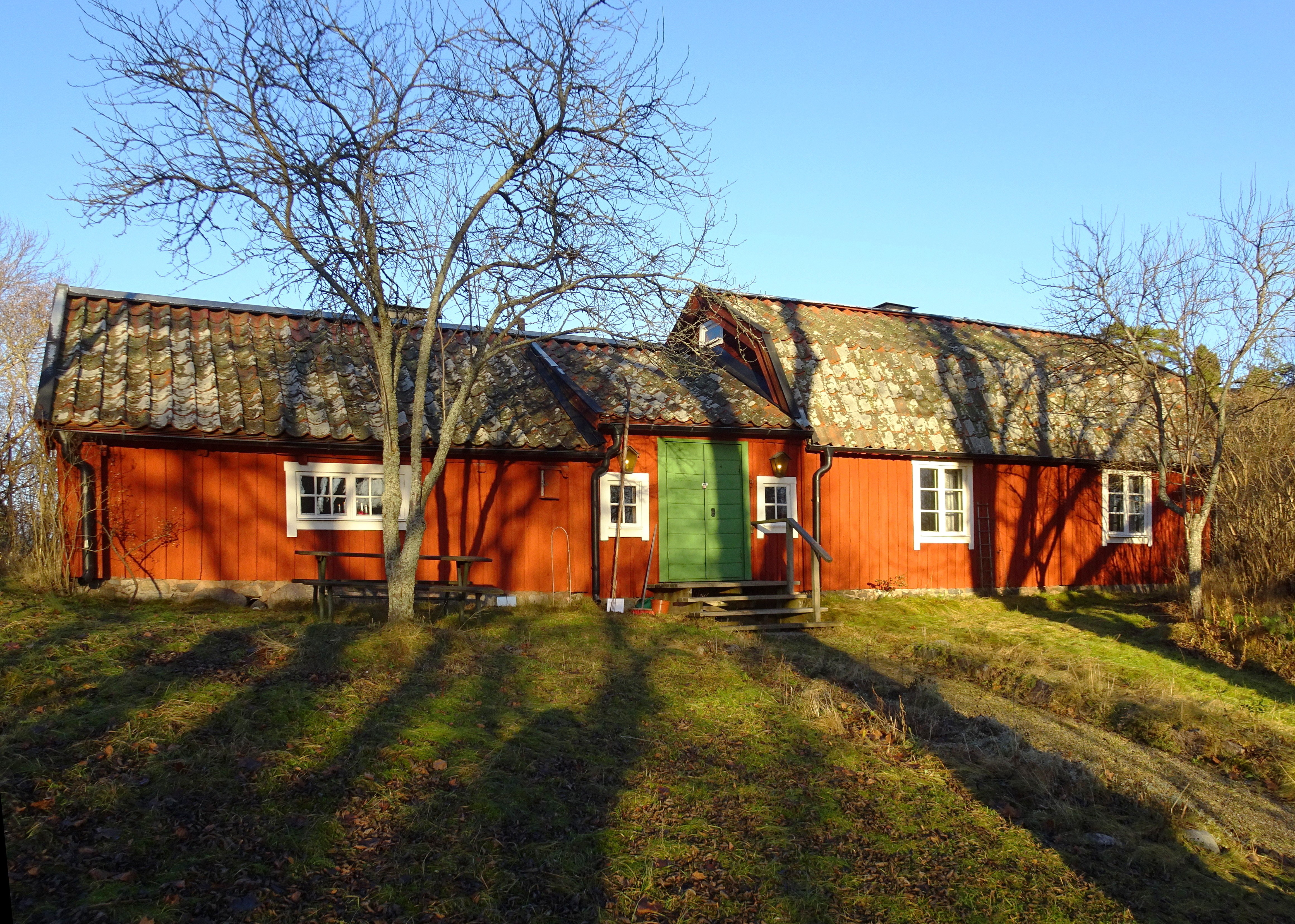
Neglinge gårds huvudbyggnad, 2015.

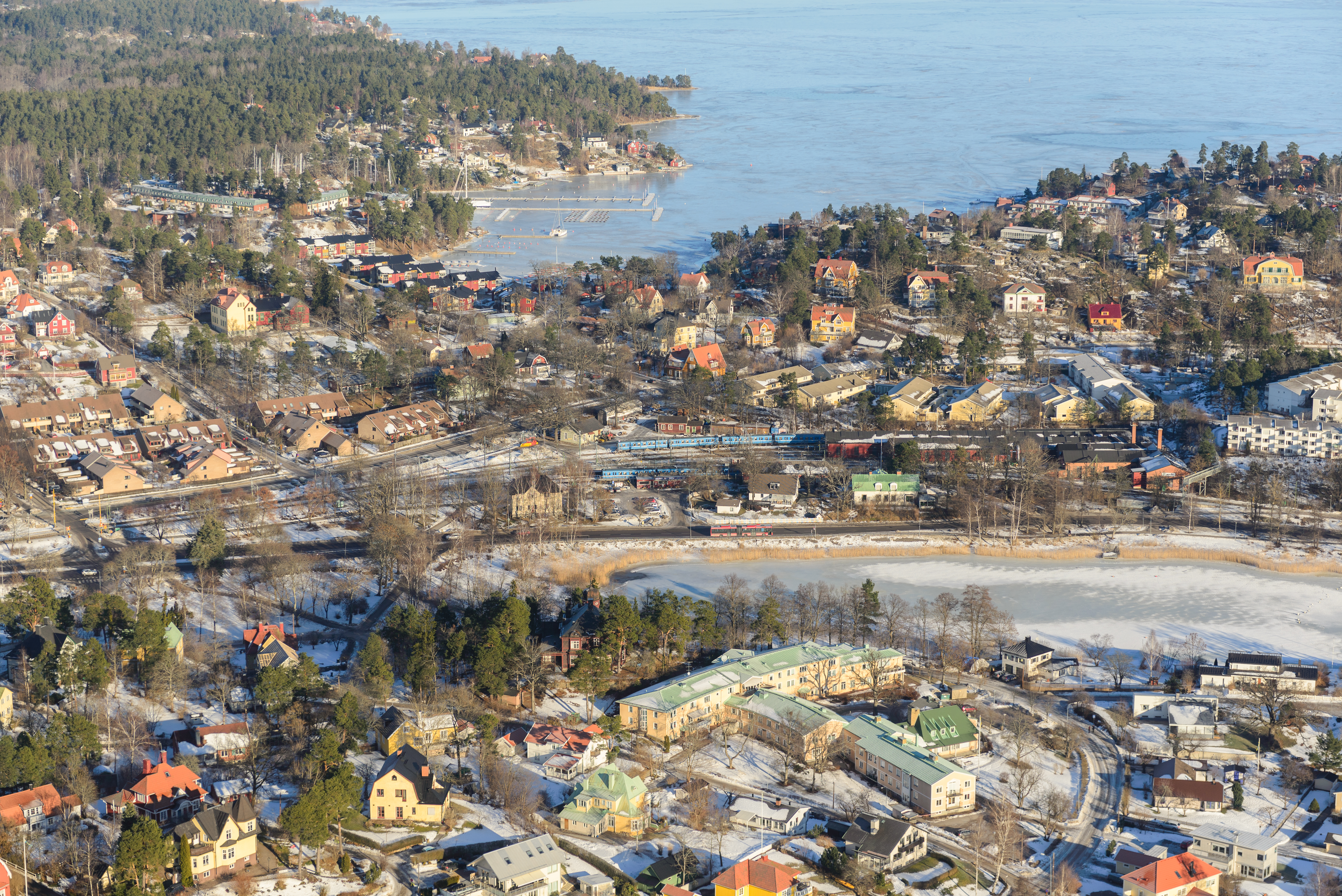
Neglinge med stationsområdet.

Neglinge är ett bostadsområde inom Saltsjöbaden, Nacka kommun, Stockholms län. Området hörde ursprungligen till godset Erstavik och förvärvades år 1891 av finansmannen K.A. Wallenberg i syfte att bilda ett villasamhälle som sedermera kallades Saltsjöbaden. 
Neglinge gränsar i norr till Igelboda, i söder till Tattby, i väster till Ljuskärrsberget och i öster till Baggensfjärden. Mitt i området ligger Neglingeviken (även kallad Neglingemaren), som är en utlöpare av Baggensfjärden. 

## Historia
Namnet härrör från en by med tre gårdar (Östergården, Mellangården och Västergården) som lydde under Erstaviks fideikommiss och som första gången nämns i skrift 1369. Delar av byns bebyggelse står fortfarande kvar medan Västergården har givit plats åt Saltsjöbadens köpings kommunalhus från Saltsjöbadens tid som självständig köping 1909-71. 

## Station för Saltsjöbanan

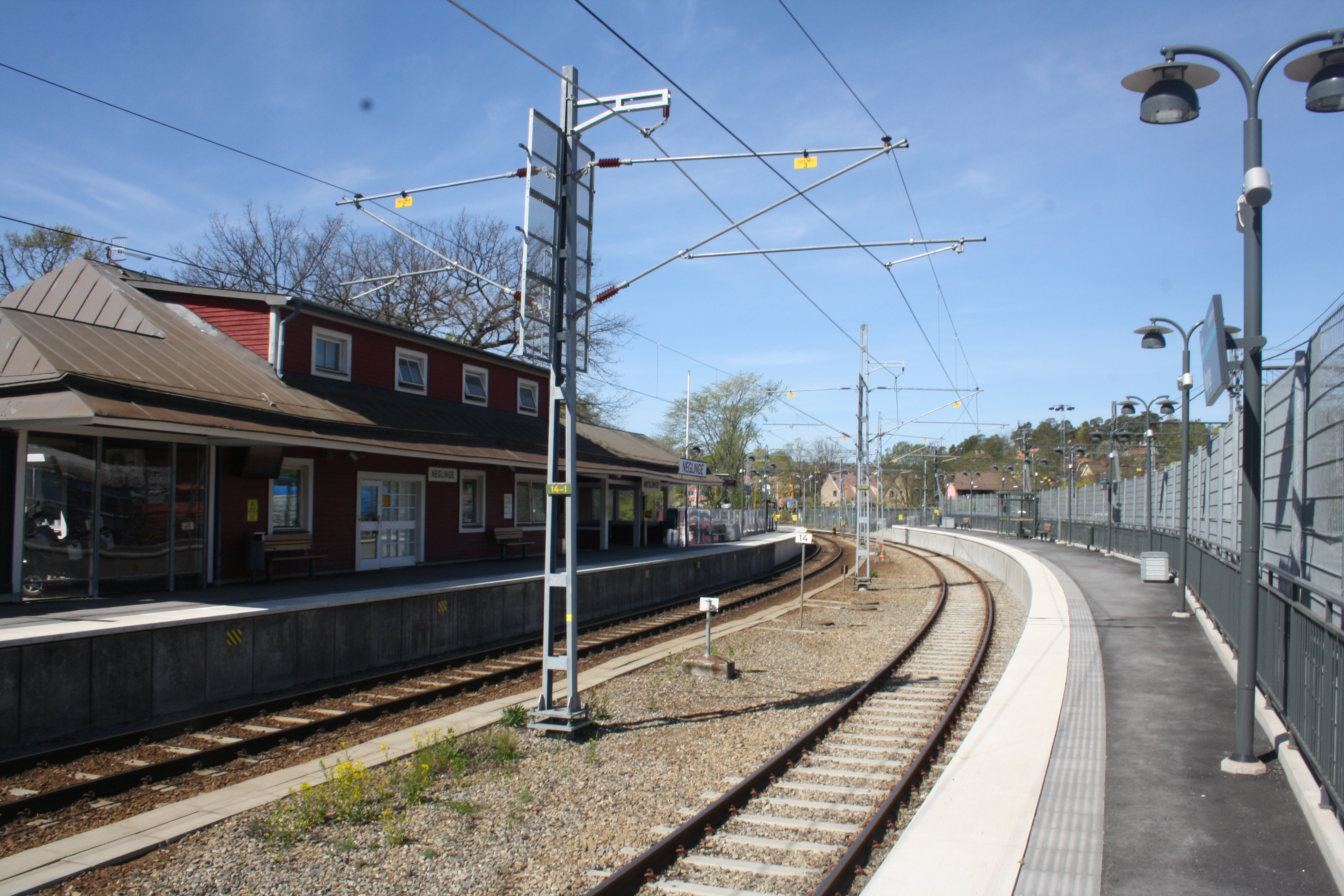
Stationen

I Neglinge har Saltsjöbanan en station och här ligger Neglingedepån, där banans vagnhall och trafikledning är placerad. Avståndet till station Slussen är 14,0 kilometer.